# Dookie
《Dookie》是美國搖滾樂團年輕歲月的第三張錄音室專輯，於1994年2月1日由Reprise唱片發行。《Dookie》中的歌曲於1993年錄製，錄製地點為加利福尼亞州柏克萊的Fantasy錄音室。
《Dookie》中收錄了〈Longview〉、〈Basket Case〉、〈Welcome to Paradise〉以及〈When I Come Around〉等歌曲。《Dookie》是年輕歲月最成功的專輯之一，登上Billboard 200榜單第二名，並在1995年舉辦的第三十七屆葛萊美獎典禮上獲得葛萊美獎最佳另類音樂專輯。2003年被滾石雜誌評選為滾石雜誌五百大專輯之一。